# Marietta asaphia
Marietta asaphia är en stekelart som beskrevs av Annecke och Insley 1972. Marietta asaphia ingår i släktet Marietta och familjen växtlussteklar. Inga underarter finns listade i Catalogue of Life.